# أرتيوم سامسونوف (لاعب كرة قدم)
أرتيوم سامسونوف (الروسية: Самсонов, Артём Владимирович) هو لاعب كرة قدم روسي في مركز الدفاع، ولد في 6 فبراير 1989 في ستاري اوسكول في روسيا. لعب مع توربيدو موسكو ودينامو بارنول ودينامو بريانسك وسيبير نوفوسيبيريسك ونادي إيرتيش بافلودار.

## وصلات خارجية
- أرتيوم سامسونوف (لاعب كرة قدم) على موقع قاعدة بيانات كرة القدم.إي يو (الإنجليزية)
- أرتيوم سامسونوف (لاعب كرة قدم) على موقع Soccerway.com (الإنجليزية)
- أرتيوم سامسونوف (لاعب كرة قدم) على موقع عالم كرة القدم.نت (الإنجليزية)